# ターミナル・ヒンジ・アキシス
　ターミナル・ヒンジ・アキシス（英: Terminal hinge axis）とは、下顎が中心位で純粋な回転運動を営むとき、左右の顆頭点を水平に結んだ仮想線上に生じる下顎の回転軸。

## 概要
1921年、McCollumによってはじめてその存在が実証され、臨床的には試行錯誤法によって求められている。下顎の回転運動は、下顎頭が関節窩内のどこにあっても可能であり、いわゆるヒンジ・アキシスは、下顎頭の移動するさきざきで無数にあらわれることになる。ターミナル・ヒンジ・アキシスは、下顎頭が関節窩内の最上方位にあるときだけ出現する。そして、この軸の計測できる下顎位をターミナル・ヒンジ・ポジションと呼び、これは中心位に一致する。中心位は、頭蓋と下顎の位置関係が一定の場合にだけ出現するから、ターミナル・ヒンジ・アキシスは再現性に富み、安定した後方基準点とされ、下顎位の再現や下顎運動の計測に用いられる。

## 意義
全調節性咬合器に上顎の模型を装着する際には、ターミナル・ヒンジ・アキシスを記録する必要がある。その記録は、ヒンジアキシスロケーターという道具を使用する。